# Gorno Kratowo

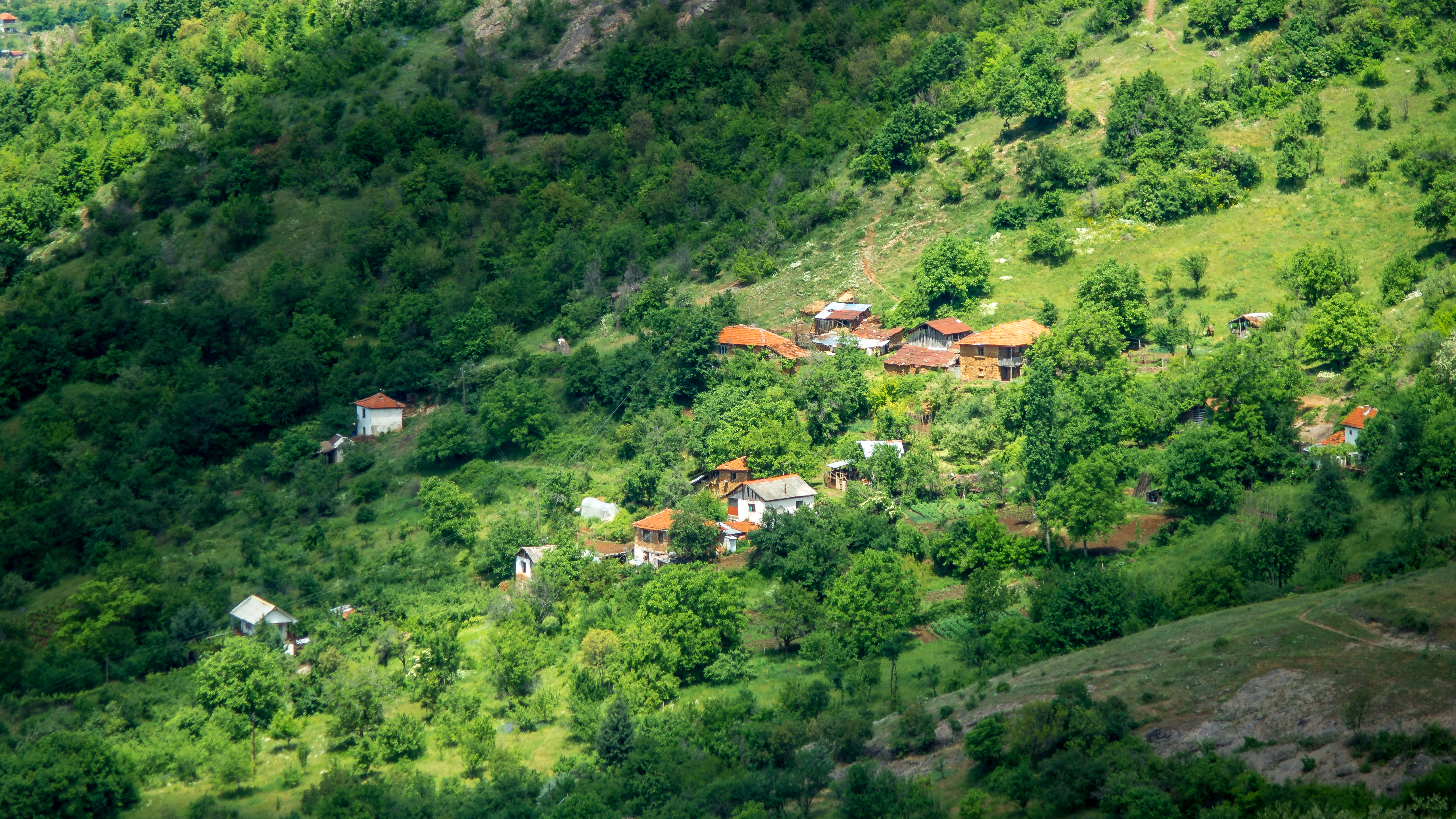

Gorno Kratowo, Gorno Kratovo (maced. Горно Кратово) – wieś w północno-wschodniej Macedonii Północnej, w gminie Kratowo.